# Nery Alexis Gaitán
Nery Alexis Gaitán (19 de marzo de 1961. Danlí, El Paraíso, Honduras) es un escritor, académico, columnista y profesor hondureño, miembro de la Academia Hondureña de la Lengua.

## Biografía
Vivió en Danlí hasta los 10 años de edad, se trasladó junto con su familia a Tegucigalpa donde terminó sus estudios primarios, y sus estudios secundarios en 1980 en el Instituto Luis Andrés Zúñiga. También en 1980, empezó a trabajar con la Secretaría de Recursos Naturales como cotizador de productos, pasados seis meses fue ascendido a subjefe del departamento de servicios generales, cargo que ostentó hasta 1986. Posteriormente fue jefe de personal de la administración general hasta 1989 y finalmente ejerció un cargo administrativo hasta enero de 1993, cuando renunció. En 1993 también se graduó de licenciatura en letras con especialidad en literatura en la Universidad Nacional Autónoma de Honduras. De 1993 hasta 2005 fue docente de la Escuela Agrícola Panamericana. En 2002 se volvió miembro de la Academia Hondureña de la Lengua. En 2006 empezó a trabajar como docente en la Universidad Nacional Autónoma de Honduras, donde labora actualmente, al igual que es columnista permanente de Diario Tiempo y Diario la Tribuna.

## Obras
- Reloj de arena (1989)[3]
- La vida menor (1990)[4]
- Laberinto último (1992)[5]
- Extraña cosecha (1993)[6]
- El reclamo de las horas (1995)[7]
- A la sombra del loto (1996)[8]
- Pretextos para la eternidad (1998)[9]
- Índice de cuentistas hondureños (1998)
- Fervor de otoño (2000)[10]
- Arrullos a la orilla del ensueño (2001)[11]
- Melodía en primavera (2002)
- Este volver a la infancia (2003)[12]
- Índice bibliográfico del cuento en Honduras (2004)[13]
- Manual de Redacción (2004)
- Reloj de arena y otros requisitos de viaje (2007)[14]
- Guerra mediática; la confrontación entre Zelaya y los medios de comunicación (2009)
- La primera noche de amor de Scherezada (2014)[15]

## Premios y reconocimientos
- Premio “Independencia Nacional”, rama de cuento en 1980.
- Premio de cuento de la carrera de Letras de la UNAH en 1989.
- Premio de cuento “Ramón Amaya Amador”, entregado por la UNAH en 1991.
- Premio Centroamericano de Cuento “Froylán Turcios”, entregado por el Secretaría de Cultura, Artes y Deportes de Honduras en 1991.
- Premio Nacional de Literatura “Ramón Rosa” en 2009.[16]